# Twilight Struggle
Twilight Struggle: The Cold War, 1945–1989 là một trò chơi chiến lược sử dụng quân bài dành cho 2 người chơi, lấy bối cảnh Chiến tranh Lạnh. Một người chơi chọn Hoa Kỳ (US), và người kia chọn Liên Xô (USSR). Tên của trò chơi bắt nguồn từ diễn văn nhậm chức của John F. Kennedy:

"Now the trumpet summons us again, not as a call to bear arms, though arms we need; not as a call to battle, though embattled we are – but a call to bear the burden of a long twilight struggle..."

Twilight Struggle là trò chơi được đánh giá cao nhất trên BoardGameGeek từ tháng 10 năm 2010 đến tháng 1 năm 2016. Tính đến tháng 11 năm 2016, trò này xếp thứ 3.